# 帰らざる波止場
『帰らざる波止場』（かえらざるはとば）は、1966年8月13日に日活により配給された、日活ムードアクション映画。監督は江崎実生、主演は石原裕次郎。志村喬は1942年に日活からの移籍後、久しぶりの日活映画出演を果たした。

## ストーリー
世界にも名を知られるジャズピアニスト・津田史郎が日本に帰国、すぐに恋人に会いに行くが、恋人は間男と浮気していた。津田は怒り狂っているさなか、誤って拳銃を発射、女は死んでしまう。間男の一撃で意識を失った津田、間男は津田から薬を取り出した。津田は自分の知らないうちに薬を運ばされたのであった。津田は女を殺した罪で三年間投獄され、刑期を終えて出所。彼は自分をハメた者たちへの復讐を心に誓う。

## キャスト
- 石原裕次郎 : 津田史郎
- 浅丘ルリ子 : 水沢冴子
- 志村喬 : 江草刑事
- 杉山俊夫 : イカレ息子
- 野呂圭介 : 中華街地廻り
- 杉江弘 : 新村
- 木島一郎 : 刑事
- 柳瀬志郎 : タクシー運転手
- 榎木兵衛 : 陳
- 武智豊子 : ホテルの老婆
- 原良子 : 京子
- 水木京二 : 予想屋
- 八代康二 : 予想屋
- 新井麗子 : 有閑マダム
- 堺美紀子 : 有閑マダム
- 浜口竜哉 : ボーイフレンド
- 郷えい治 : 大滝
- 深江章喜 : 長江
- 金子信雄 : 沢田

## スタッフ
- 監督 : 江崎実生
- 脚本 : 山田信夫、中西隆三
- 撮影 : 横山実
- 企画 : 児井英生
- 音楽 : 伊部晴美
- 編集 : 鈴木晄
- 主題歌 : 「帰らざる波止場」: 石原裕次郎